# Luis Antonio Ventre
Luis Antonio Ventre (Buenos Aires, ? – ?) argentin nemzeti labdarúgó-játékvezető.

## Pályafutása

### Nemzeti játékvezetés
Az I. Liga játékvezetőjeként 1965-ben vonult vissza.

### Nemzetközi játékvezetés
Az Argentin labdarúgó-szövetség Játékvezető Bizottsága (JB) terjesztette fel nemzetközi játékvezetőnek, a Nemzetközi Labdarúgó-szövetség (FIFA) 1959-től tartotta nyilván bírói keretében. A FIFA JB központi nyelvei közül a spanyolt beszélte. Több nemzetek közötti válogatott és klubmérkőzést vezetett, vagy működő társának partbíróként segített. A nemzeti szövetségtől a FIFA JB kifejezetten partbírói szolgálatra kért partbírókat. Az aktív nemzetközi játékvezetéstől 1965-ben búcsúzott.

#### Labdarúgó-világbajnokság
A világbajnoki döntőhöz vezető úton Chilébe a VII., az 1962-es labdarúgó-világbajnokságra a FIFA JB partbíróként alkalmazta. A megjelent játékvezetői közül a legkopaszabb volt. A negyeddöntőben első számú segítő lehetett, ami a kor elvárása szerint lehetővé tette, játékvezetői sérülés esetén továbbvezetni a találkozót. Partbírói tevékenységének száma világbajnokságon: 4 (partbíró).

##### 1962-es labdarúgó-világbajnokság

###### Világbajnoki mérkőzés
| Időpont          | Helyszín                           | Mérkőzés típusa              | Mérkőzés         | Játékvezető     | Eredmény | Nézők száma |
| ---------------- | ---------------------------------- | ---------------------------- | ---------------- | --------------- | -------- | ----------- |
| 1962. május 31.  | Nemzeti Stadion, Santiago de Chile | csoportmérkőzés (2. csoport) | NSZK–Olaszország | Robert Davidson | 0 : 0    | 65 440      |
| 1962. június 3.  | Nemzeti Stadion, Santiago          | csoportmérkőzés (2. csoport) | NSZK–Svájc       | Leo Horn        | 2 : 1    | 64 922      |
| 1962. június 10. | Nemzeti Stadion, Santiago          | egyik negyeddöntő            | Jugoszlávia–NSZK | Arturo Yamasaki | 1 : 0    | 63 324      |
| 1971. február 3. | Nemzeti Stadion, Santiago          | egyik elődöntő               | Brazília–Chile   | Arturo Yamasaki | 4 : 2    | 76 500      |

#### Copa América
Bolívia rendezte a 28., az 1963-as Copa América nemzetközi labdarúgó tornát, ahol a CONMEBOL JB bíróként foglalkoztatta.

##### Copa América mérkőzés
| Időpont           | Helyszín                           | Mérkőzés típusa | Mérkőzés          | Eredmény | Nézők száma |
| ----------------- | ---------------------------------- | --------------- | ----------------- | -------- | ----------- |
| 1967. október 28. | Hernando Siles Stadion, La Paz     | körmérkőzések   | Paraguay–Ecuador  | 3 : 1    | 15 000      |
| 1963. március 20. | Félix Capriles Stadion, Cochabamba | körmérkőzések   | Paraguay–Kolumbia | 3 : 2    | 10 000      |
| 1963. március 24. | Hernando Siles Stadion, La Paz     | körmérkőzések   | Peru–Kolumbia     | 1 : 1    | 10 000      |
| 1963. március 27. | Félix Capriles Stadion, Cochabamba | körmérkőzések   | Paraguay–Peru     | 4 : 1    | 20 000      |

## Statisztika

### Nemzetközi válogatott mérkőzései
| #  | Dátum              | Helyszín                            | Hazai   | Eredmény | Vendég        | Kiírás     | Gólok | Esemény |
| -- | ------------------ | ----------------------------------- | ------- | -------- | ------------- | ---------- | ----- | ------- |
| 1. | 1960. július 17.   | Santiago, Estadio Nacional de Chile | Chile   | 1 – 4    | Spanyolország | barátságos | -     |         |
| 2. | 1961. december 23. | Montevideo, Estadio Centenario      | Uruguay | 1 – 1    | Magyarország  | barátságos | -     |         |
|    | Összesen           |                                     |         | 2        | mérkőzés      |            |       |         |